# Nogueira de Ramuín
Nogueira de Ramuín település Spanyolországban, Ourense tartományban. Nogueira de Ramuín Pantón, Sober, Parada de Sil, Xunqueira de Espadanedo, Esgos, O Pereiro de Aguiar és A Peroxa községekkel határos. Lakosainak száma 2048 fő (2024).

## Népesség
A település népessége az elmúlt években az alábbi módon változott:
| Lakosok száma | 2621 | 2561 | 2475 | 2435 | 2336 | 2198 | 2033 | 1998 | 2081 | 2048 |
|               | 2001 | 2004 | 2007 | 2009 | 2012 | 2014 | 2017 | 2019 | 2022 | 2024 |

## Turizmus, látnivalók
A közelben található természeti szépség a Sil-kanyon.